# بيت هيلر
بيت هيلر (بالإنجليزية: Pete Heller)‏ هو ملحن ومنتج أسطوانات بريطاني، ولد في 13 فبراير 1959.

## وصلات خارجية
- بيت هيلر على موقع ميوزك برينز (الإنجليزية)
- بيت هيلر على موقع أول ميوزيك (الإنجليزية)
- بيت هيلر على موقع ديسكوغز (الإنجليزية)